# 扎博克魯基
48°45′9″N 25°9′35″E / 48.75250°N 25.15972°E
扎博克魯基（烏克蘭語：Жабокруки），是烏克蘭西部的村莊，隸屬伊萬諾-弗蘭科夫斯克州的伊萬諾-弗蘭科夫斯克區。該村面積7.12平方公里，2001年人口473，人口密度每平方公里66.5人。